# Bogusław Winid

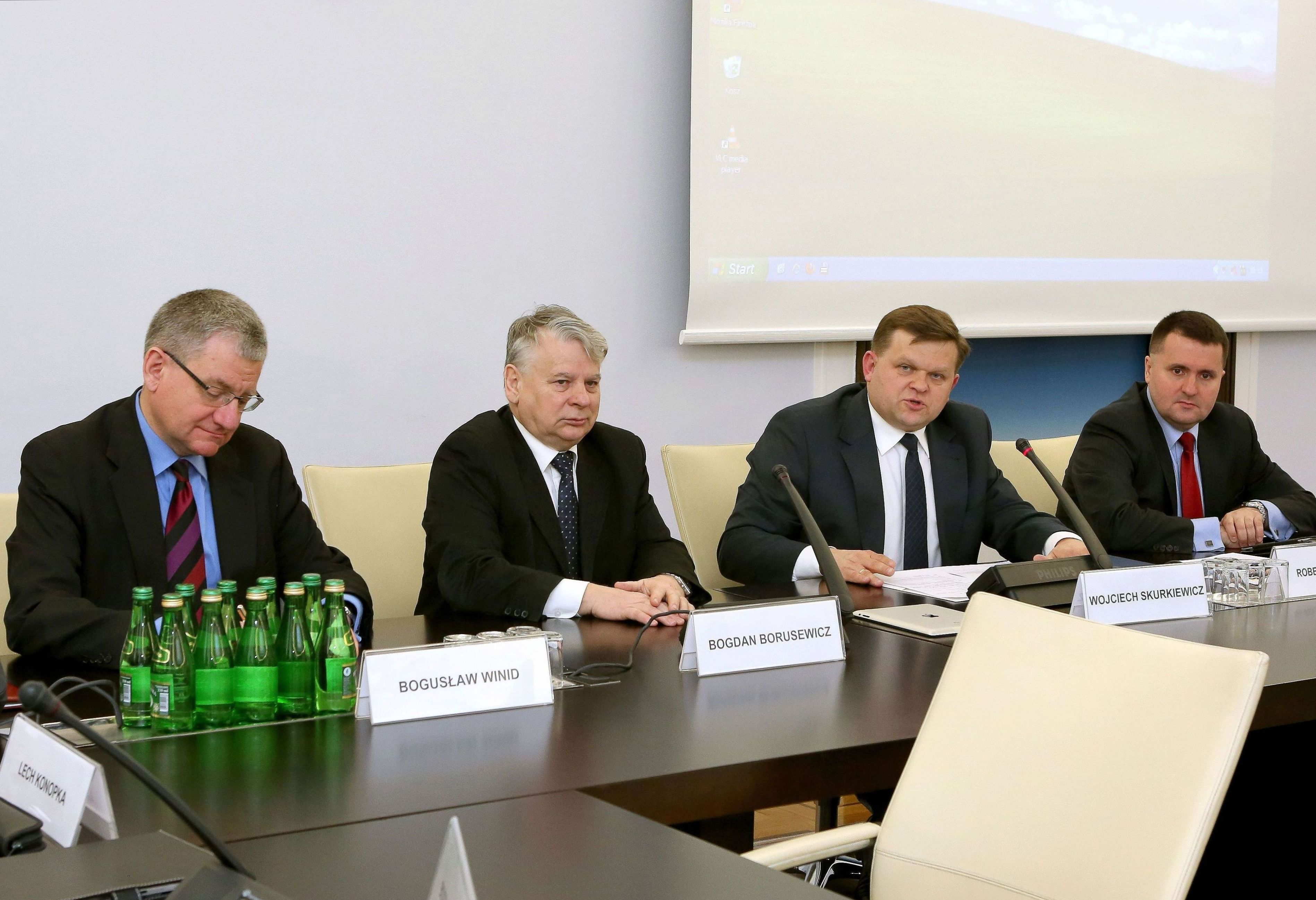
Bogusław Winid (pierwszy z lewej) podczas konferencji 15 lat Polski w NATO w Senacie (2014)

Bogusław Walenty Winid (ur. 3 listopada 1960 w Warszawie) – polski dyplomata, doktor nauk humanistycznych, w latach 2006–2007 podsekretarz stanu w Ministerstwie Obrony Narodowej, w latach 2007–2011 ambasador RP przy NATO i UZE, w latach 2011–2014 podsekretarz stanu w Ministerstwie Spraw Zagranicznych, w latach 2014–2017 ambasador RP przy ONZ, w latach 2018–2020 doradca prezydenta RP Andrzeja Dudy.

## Życiorys
Absolwent Liceum im. Jana Zamoyskiego w Warszawie (1979), w 1984 ukończył z wyróżnieniem studia w Instytucie Historycznym Uniwersytetu Warszawskiego. Następnie podjął pracę jako asystent w Ośrodku Studiów Amerykańskich UW. W latach 1988–1989 odbył studia na Uniwersytecie Indiany. W 1991 obronił na UW pracę doktorską w zakresie historii dyplomacji pod tytułem Dyplomacja polska wobec Stanów Zjednoczonych Ameryki, 1919–1939, której promotorem był Andrzej Bartnicki. Ukończył również studium dyplomatyczne w Instytucie Hoovera w Kalifornii. Jest autorem publikacji na temat historii dyplomacji i stosunków międzynarodowych, w tym stosunków polsko-amerykańskich.
W 1991 rozpoczął pracę w Ministerstwie Spraw Zagranicznych, zaczynał w Departamencie Ameryki Północnej i Południowej. W latach 1992–1997 był zatrudniony jako sekretarz Ambasady RP w Waszyngtonie, odpowiadał za stosunki z Kongresem. Koordynował działania zmierzające do uzyskania poparcia amerykańskich kongresmenów dla członkostwa Polski w NATO. W 1998 był zastępcą dyrektora Departamentu Ameryki Północnej i Południowej MSZ. W tym samym roku objął kierownictwo Departamentu Ameryki Północnej. W 2001 został mianowany zastępcą ambasadora RP w Stanach Zjednoczonych. Od sierpnia 2006 do sierpnia 2007 pełnił funkcję podsekretarza stanu w Ministerstwie Obrony Narodowej.
W sierpniu 2007 Sejmowa Komisja Spraw Zagranicznych pozytywnie zaopiniowała jego kandydaturę na stanowisko ambasadora – stałego przedstawiciela RP przy NATO i UZE w Brukseli. 6 września tego samego roku został mianowany na to stanowisko przez prezydenta Lecha Kaczyńskiego. Odwołany został 24 sierpnia 2011 (z mocą od 14 listopada 2011). W listopadzie 2011 objął stanowisko podsekretarza stanu w Ministerstwie Spraw Zagranicznych. Odwołany w sierpniu 2014 w związku z objęciem stanowiska stałego przedstawiciela RP przy Organizacji Narodów Zjednoczonych w Nowym Jorku. 15 listopada 2017 został odwołany z tej funkcji (ze skutkiem z dniem 30 listopada).
W kwietniu 2018 został doradcą prezydenta RP Andrzeja Dudy ds. polityki zagranicznej i bezpieczeństwa państwa. Funkcję tę pełnił do września 2020. W tymże miesiącu minister spraw zagranicznych Zbigniew Rau powołał go na pełnomocnika ds. przewodnictwa Polski w OBWE i dyrektora Biura ds. Organizacji Przewodnictwa Polski w OBWE. W listopadzie 2021 objął stanowisko wiceprzewodniczącego Międzynarodowej Komisji Służby Cywilnej ONZ.

## Odznaczenia
- Krzyż Oficerski Orderu Odrodzenia Polski (2011)[10]
- Order Krzyża Ziemi Maryjnej II klasy (Estonia, 2014)[11]
- Krzyż Zasługi estońskiego Ministerstwa Obrony (2014)[12]
- Krzyż Oficerski Orderu Gwiazdy Rumunii (2019)[13][14]

## Publikacje książkowe
- Bogusław W. Winid, W cieniu Kapitolu. Dyplomacja polska wobec Stanów Zjednoczonych Ameryki, 1919–1939, Warszawa: PoMost, 1991, s. 268, ISBN 83-85219-09-9.
- Bogusław W. Winid, Santiago 1898, Warszawa: Bellona, 1995, s. 215, ISBN 83-11-08413-0.
- Bogusław W. Winid, Rozszerzenie NATO w Kongresie Stanów Zjednoczonych, 1993–1998, Warszawa: OSA UW, 1999, s. 121, ISBN 83-905843-7-9.
- The power of international law: upholding international law within the context of the maintenance of peace and security, Krzysztof Szczerski, Bogusław Winid (red.), Warszawa: Kancelaria Prezydenta Rzeczypospolitej Polskiej, 2019, s. 200, ISBN 978-83-64626-38-8.